# دلتا ترازو
دلتا ترازو یک ستاره است که در صورت فلکی ترازو قرار دارد.